# Problema de Shandong

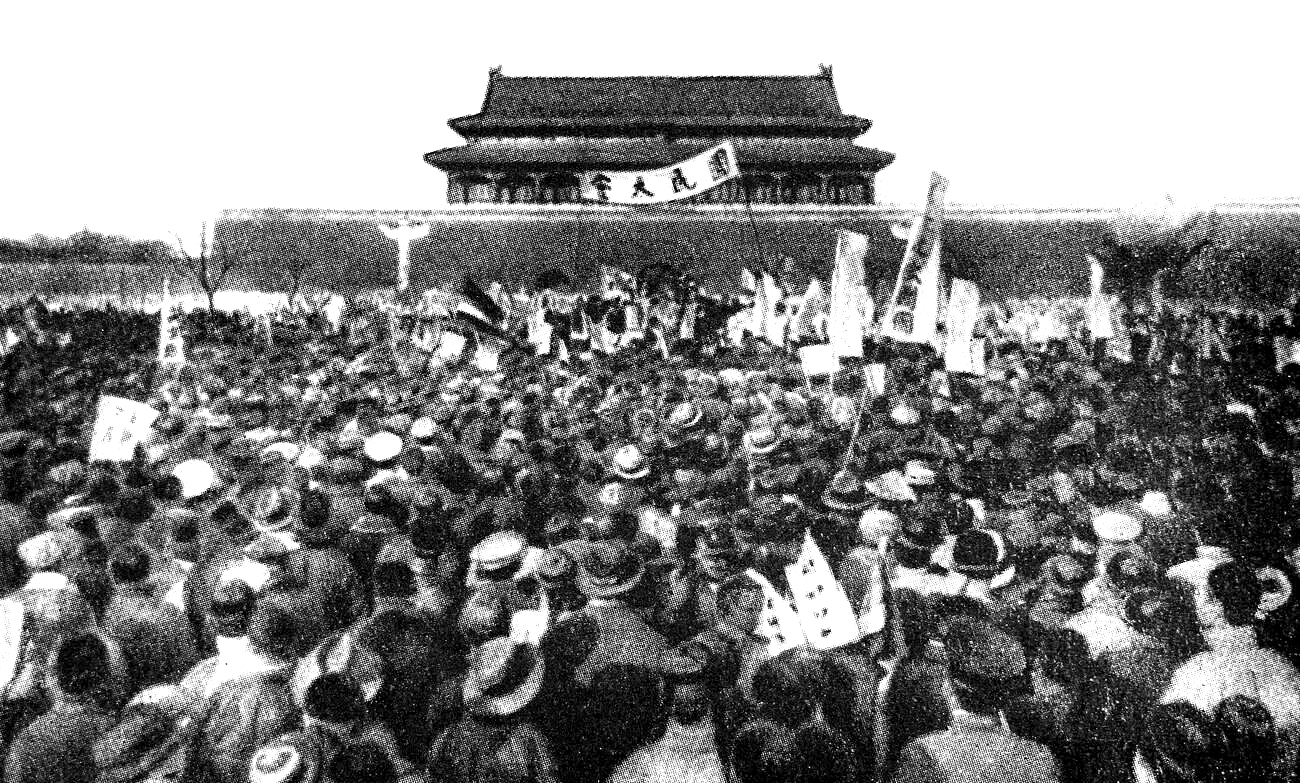
Manifestantes chinos contra el artículo 156 del Tratado de Versalles.

El problema de Shandong (en chino tradicional, 山東問題; en chino simplificado, 山东问题; pinyin, Shandong Wenti) fue el nombre que recibió la disputa por el artículo 156 del Tratado de Versalles de 1919 que enfrentó a China y Japón por la posesión de la península de Shandong, que había sido hasta entonces colonia alemana.
Durante la Primera Guerra Mundial China apoyó a los Aliados a condición de que las concesiones alemanas en la península de Shandong fuesen devueltas a China. A pesar de este acuerdo, el artículo del tratado de paz transfirió las concesiones en Shandong a Japón en lugar de devolverlas a la autoridad soberana de China. El embajador chino en París, Wellington Koo, afirmó que los chinos no podían ceder Shandong, que había sido la cuna de Confucio, destacado filósofo chino, como los cristianos no podían ceder Jerusalén, y exigió la devolución de la soberanía sobre Shandong, en vano. La indignación china sobre esta disposición dio lugar a manifestaciones y al nacimiento de un movimiento cultural nacionalista conocido como Movimiento del Cuatro de Mayo e influyó para que Wellington Koo no firmase el tratado.
China declaró el fin de su guerra contra Alemania en septiembre de 1919 y firmó un tratado separado con la misma en 1921. Estados Unidos medió en la disputa entre China y Japón en 1921 durante la Conferencia Naval de Washington, acordándose la devolución de la soberanía de Shandong a China el 4 de febrero a cambio de la concesión de derechos especiales a los residentes japoneses en el territorio.